# Casa de Correos

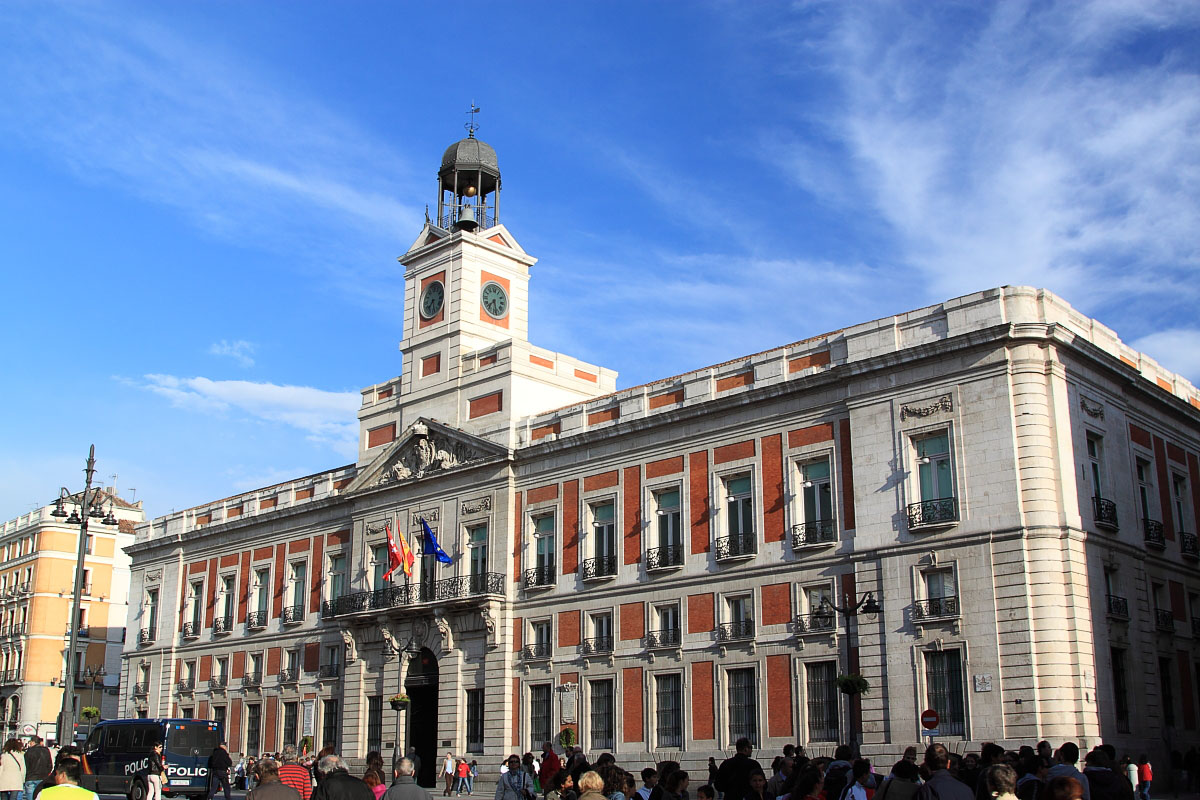
Het Real Casa de Correos

Het Casa de Coreos (voluit: Real Casa de Correos, Nederlands: Koninklijk Huis van de Posterijen) is een emblematisch gebouw aan het plein Puerta del Sol in de Spaanse hoofdstad Madrid. Het gebouw is in 1766 gebouwd als postkantoor, maar heeft sindsdien vele functies gehad. Tijdens het franquistische regime zat in het gebouw de DGS, de veiligheidsdienst van het regime. In de kelders werden tegenstanders van het regime gevangen gehouden en soms zelfs gemarteld door de Brigada Político-Social, de geheime politieke politie, onderdeel van de DGS. Het gebouw huisvest de zetel van de regering van de regio Madrid. 
Voor het gebouw ligt het nulpunt van Spanje, het punt waarnaar vanwaar alle afstanden naar Madrid worden gemeten. De klokkentoren van het gebouw staat elk jaar centraal bij de jaarwisseling. De klok is om middernacht op alle nationale televisiezenders te zien, en op de twaalf klokslagen worden de twaalf druiven gegeten. 